# Cachan
Cachan é uma comuna francesa na região administrativa da Ilha-de-França, no departamento de Val-de-Marne. Estende-se por uma área de 2.78 km². Em 2010 a comuna tinha 31 248 habitantes (densidade: 11 240,3 hab./km²).

## Geografia

### Transportes
- RN 20 (hoje, RD 920, ligando Paris - Porte d'Orléans à fronteira franco-espanhola de uma só vez. Ela foi, durante parte de sua rota, substituída pela auto-estrada A20 para permitir a ligação com o Maciço Central).
- RER B: Mitry - Claye ou Aéroport Charles-de-Gaulle 2 TGV ou Robinson ou Saint-Rémy-lès-Chevreuse
  - Estação de Arcueil - Cachan
  - Estação de Bagneux
- Bus RATP: 162, 184, 186, 187, 197, 297
- Noctilien: N14, N21
- Bus RATP: v1 Valouette, linha intercomunal "centre", v2 Valouette, linha intercomunal "sud", v3 Valouette, micro-ônibus interno para Cachan que passa a cada hora, v4

## Toponímia
Várias etimologias fantásticas foram propostas para explicar a origem do nome da cidade ("caticantus" que significaria "canção do gato", "cantão escondido"): Camille Jullian propôs em 1922 durante um curso no Collège de France uma etimologia celta, onde Caticantus designaria um lugar caracterizado pela presença de fontes.
Em 1894, esta localidade da paróquia de Arcueil tornou-se tão importante que seu nome está ligado à da paróquia por formar um único bloco: "Arcueil-Cachan". Foi em 1922 que os habitantes de Cachan obtiveram a separação dos dois burgos e que Cachan se tornou uma comuna autônoma.

## Educação
- École normale supérieure de Cachan